# Lué-en-Baugeois

Lué-en-Baugeois este o comună în departamentul Maine-et-Loire, Franța. În 2009 avea o populație de 346 de locuitori.